# Hans Willem van Aylva van Pallandt
Pour les articles homonymes, voir Pallandt.
Hans Willem van Aylva, baron van Pallandt, né le 20 mai 1804 à La Haye et mort le 20 avril 1881 à La Haye, est un homme politique néerlandais.

## Biographie
Hans Willem van Aylva van Pallandt est le fils du ministre Frederik Willem Floris Theodorus van Pallandt et le petit-fils d'Hans Willem van Aylva.
Il épouse Constantia Catharina Wilhelmina van Schelting, fille de Martinus van Scheltinga (nl) (1744-1820) et de Catharina Louise Antoinetta du Tour Van Bellinchave.
Du 18 mai 1826 au 20 avril 1881, il est chambellan des rois Guillaume I, II et III.

## Mandats et fonctions
- Membre de la Seconde Chambre des États généraux : 1840
- Membre de la Première Chambre des États généraux : 1849-1880